# Pelsjægerens Plejesøn
Pelsjægerens Plejesøn er en amerikansk stumfilm fra 1918 af B. Reeves Eason..

## Medvirkende
- Mitchell Lewis - Jules Leneau
- Jimsy Maye - Jane Leneau
- B. Reeves Eason
- Julius Frankenburg